# Jelena Godina
Jelena Godina, född 17 september 1977 i Sverdlovsk, är en rysk volleybollspelare.
Godina blev olympisk silvermedaljör i volleyboll vid olympiska sommarspelen 2000 i Sydney.